# Monceaux-sur-Dordogne
Monceaux-sur-Dordogne település Franciaországban, Corrèze megyében. Lakosainak száma 630 fő (2022. január 1.). Monceaux-sur-Dordogne Bassignac-le-Bas, La Chapelle-Saint-Géraud, Chenailler-Mascheix, Neuville, Reygade, Saint-Hilaire-Taurieux és Argentat-sur-Dordogne községekkel határos.

## Népesség
A település népességének változása:
| Lakosok száma | 948  | 722  | 703  | 680  | 653  | 641  | 636  | 635  | 633  | 630  |
|               | 1968 | 1982 | 1990 | 2006 | 2013 | 2015 | 2017 | 2019 | 2020 | 2022 |